# Bösperde
Die ehemalige Gemeinde Bösperde ist seit 1975 Teil der nordrhein-westfälischen Stadt Menden (Sauerland).

## Geografie
Bösperde liegt im Norden des Stadtgebiets Menden an der Grenze zu Fröndenberg.
Am 1. Juli 2017 hatten der „Ortsteil Bösperde“ 2820 und der „Ortsteil Bösperde Holzen“ 2420 Einwohner.
Durch den Ort fließt der Rüthers Bach, ein Nebenfluss der Hönne. Diese fließt östlich am Ort vorbei, mündet nördlich in die Ruhr und bildet dort die Stadtgrenze zu Fröndenberg.

## Geschichte
Früher trug der Ort nur die Bezeichnung Holzen. Holzen wurde am 24. Juni 1930 in Bösperde umbenannt, aber noch jahrelang auch als Holzen-Bösperde bezeichnet. Die Umbenennung wurde vollzogen, weil am 1. August 1929 mit dem Gesetz über die kommunale Neugliederung des rheinisch-westfälischen Industriegebiets die Gemeinde Holzen aus dem Kreis Hörde in den Landkreis Iserlohn umgegliedert wurde. Eine Ortschaft Holzen gibt es ebenfalls in der Nähe von Arnsberg-Neheim.
Der heutige Ortsteil Bösperde ist aus mehreren räumlich voneinander getrennten Siedlungskernen zusammengewachsen. Da ist als erstes das Rittergut Haus Kotten, urkundlich 1259 erstmals erwähnt. Auch die Bösperder Höfe gehen auf einen ursprünglich einheitlichen Adelssitz zurück, der an der Stelle des heutigen Kissingschen Hofes zu suchen ist; zwischen 1337 und 1410 sind mehrere Träger des Namens „von Bösperde“ urkundlich belegt. Die Holzener Höfe Scheffer; Rohe; Lehmkuhl; Schotenröhr; Kissmer und Wittfeld liegen in lockerer Streuung im Bereich der heutigen Dorf- und Provinzialstraße (B 515). Der fünfte und für die Folge entscheidende Siedlungskern ist nichtbäuerlicher Art; es ist das Neuwalzwerk, einem Betrieb der metallverarbeitenden Industrie, der die wirtschaftliche Entwicklung von Bösperde maßgeblich geprägt hat.
Vor der kommunalen Neugliederung am 1. Januar 1975 war Bösperde als Gemeinde Bösperde eine selbstständige Kommune im damaligen Amt Menden im ehemaligen Kreis Iserlohn. Mit der Eingemeindung wurde Bösperde ein Stadtbezirk der Stadt Menden (Sauerland). Letzter Bürgermeister war Friedrich „Fritz“ Bücker.

### Wappen
Das Gemeindewappen der ehemaligen Gemeinde Bösperde ist von Silber und Rot geteilt, oben ein schwarzer Pferdekopf, unten das „Kuheisen“ des Amtes Menden. Der Pferdekopf wurde als volksetymologische Deutung des Ortsnamens Bösperde („böses Pferd“) gewählt.

Ehemaliges Wappen
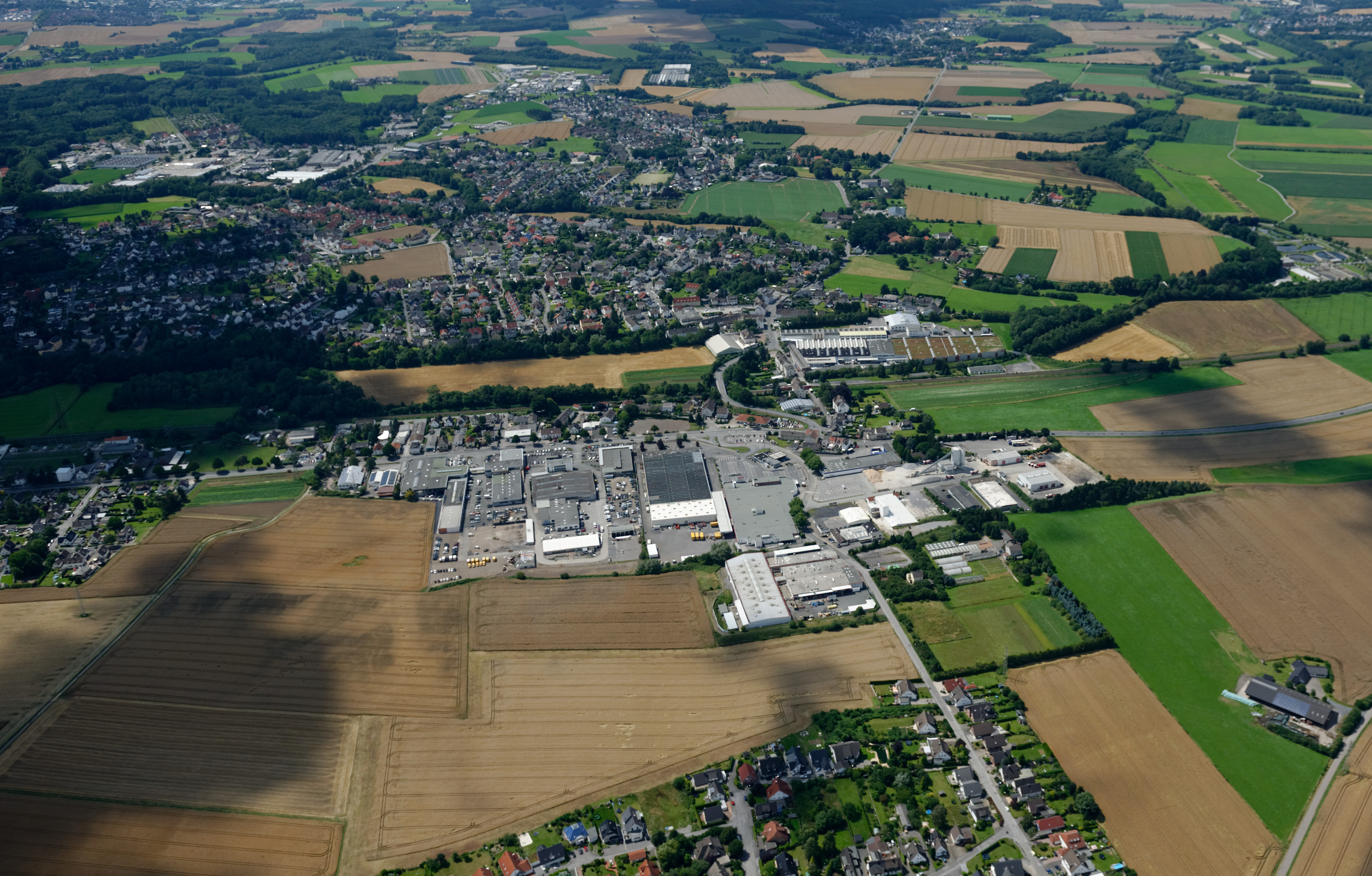
Menden-Bösperde
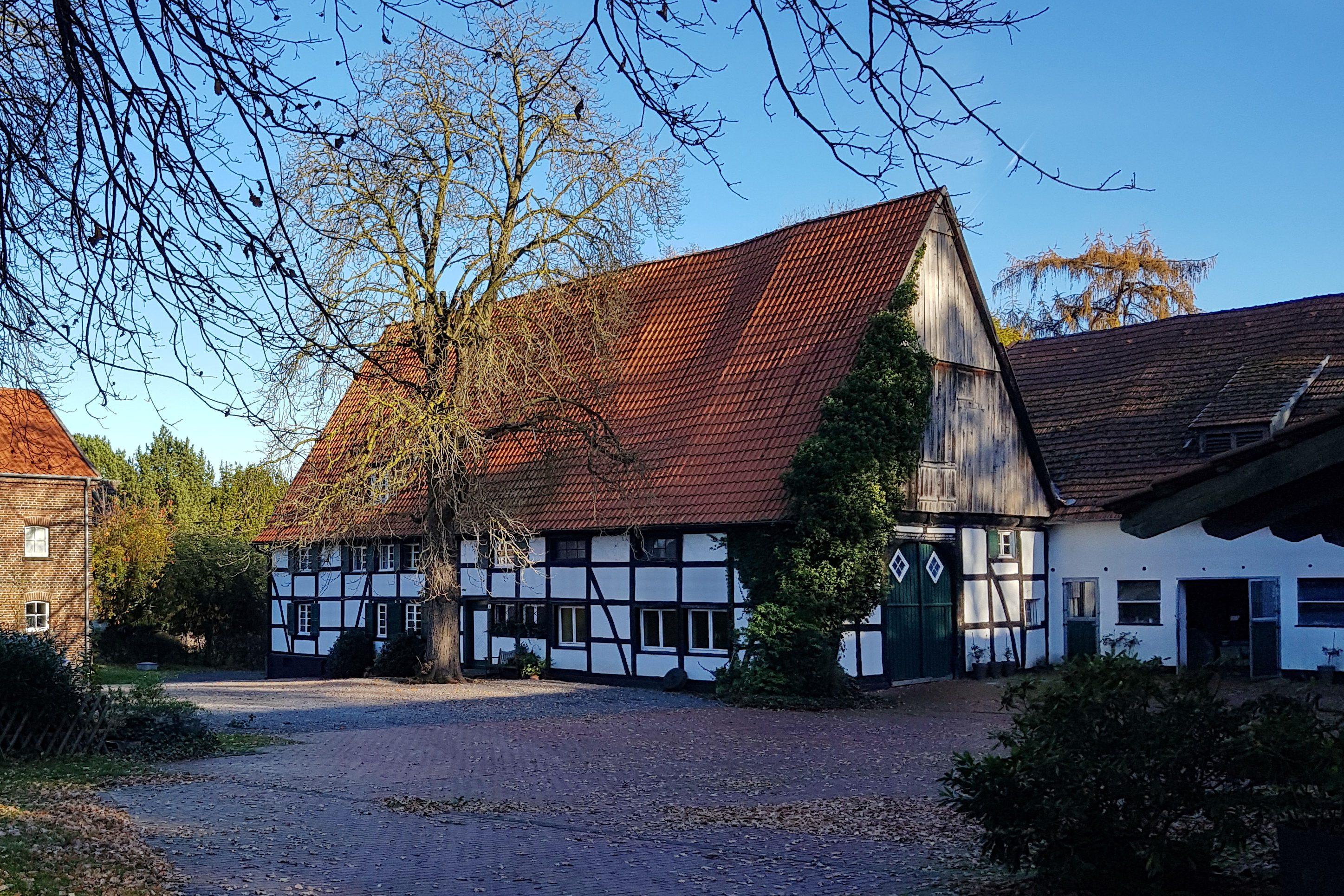
Menden-Bösperde-Eberhardstr. 6
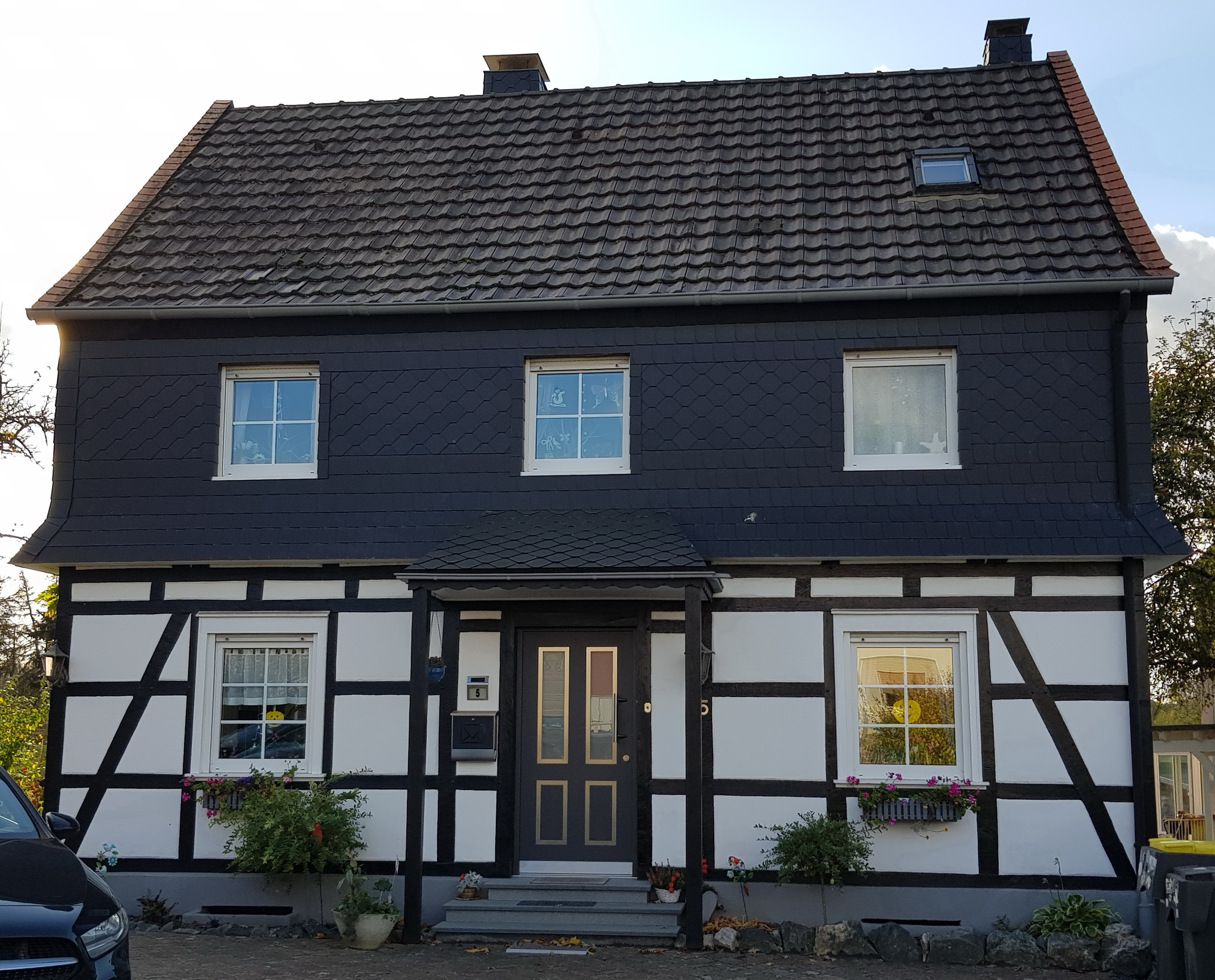
Menden-Bösperde-Provinzialstr. 5
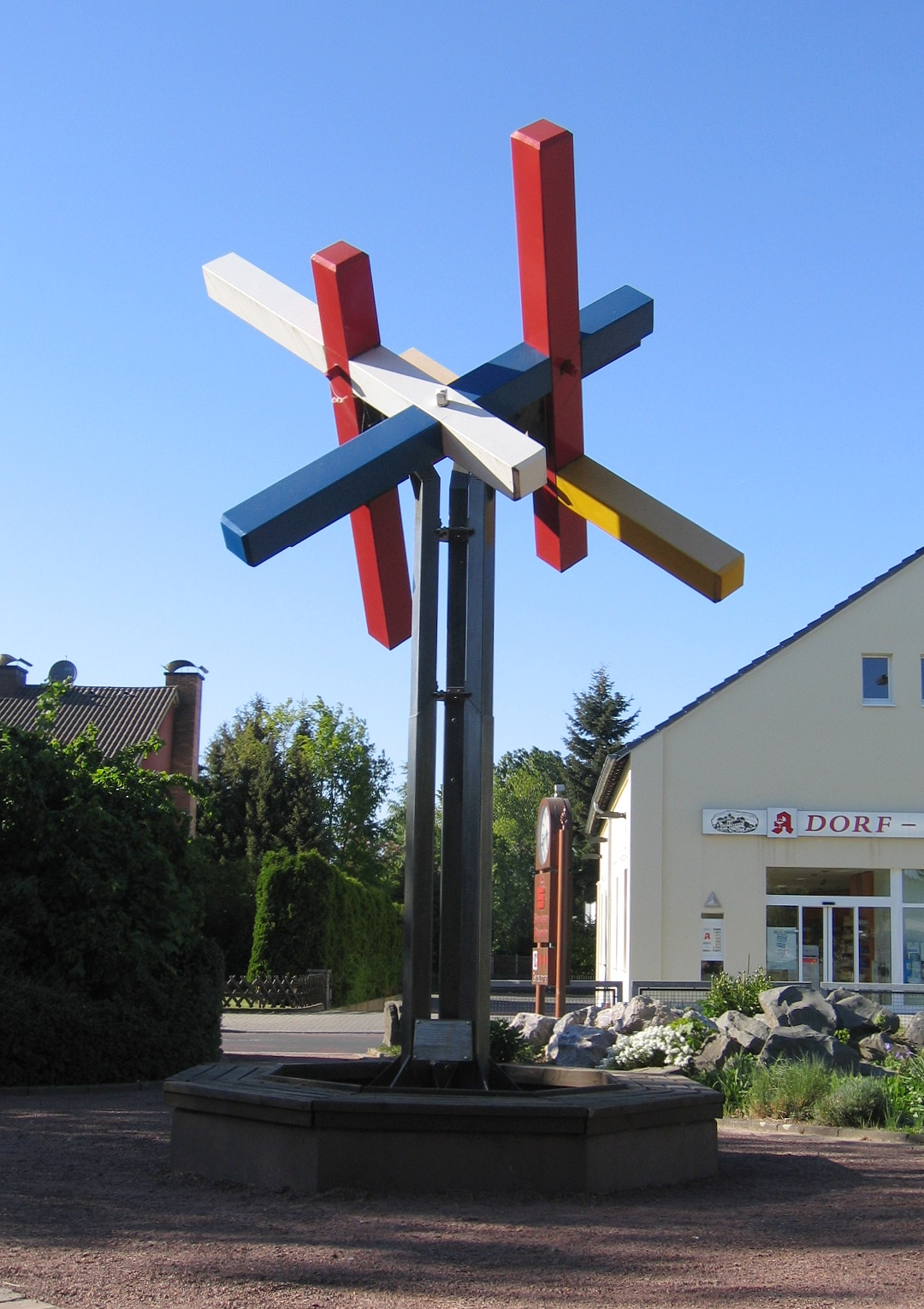
Freundschaftsbaum

Ereignisse (Chronik)
- 1909 Gründung der Freiwilligen Feuerwehr
- 17. Mai 1943 Bombenangriff auf die Möhnetalsperre durch britische Bomber. Im Ruhrtal starben über tausend Menschen. Die Fluten stiegen in Bösperde bis ins Kliff hoch. Auch in Langschede wurden Höfe und Gebäude weggespült.
- 1. Februar 1945 Bombenangriffe auf Fröndenberg und Menden. 23 Mendener kamen ums Leben
- 26. Juni 1971 zweifacher Liebespaarmord auf dem ehemaligen kanadischen Schießplatz in Bösperde (Wälkesberg)
- 1972 Neubau der Dorfstraße in Holzen-Bösperde einschließlich Kanalverlegung
- 30. April 1974 Gebietsänderungsvertrag zwischen der Stadt Menden und den Gemeinden des Amtes Menden u. a. wurde folgendes vereinbart:
  - Die Stadt gewährt den Ortsteilen (außer Sümmern) das Recht, ihren bisherigen Namen zusätzlich zum Namen der Stadt Menden führen zu dürfen (z. B. Menden-Bösperde).
  - Die Stadt Menden muss für die Ortsteile je einen Bezirksausschuss bilden.
  - Die Löschzüge und -gruppen der Freiwilligen Feuerwehr bleiben nach dem Zusammenschluss bestehen.
  - Der Ortsteil Lendringsen muss als Nebenzentrum ausgebaut werden; in Bösperde ist ebenfalls ein Nebenzentrum einzurichten.
- Dezember 1978 Holzen-Bösperde: Der Umbau Kirche St. Maria-Magdalena zu Bösperde ist im vollen Gange.
- 1982 Grundsteinlegung der Schützenhalle Holzen-Bösperde-Landwehr 1857 e. V. 1. Vorsitzender: Helmut Scheffer
- 7. Juni 1985 Gegenzeichnung der Partnerschaftsurkunden zwischen Menden-Bösperde und der französischen Gemeinde Marœuil im Rahmen der zweiten Mendener Europawoche. Die ersten Kontakte wurden bereits 1981 aufgenommen. Auf dem Dorfplatz wurde ein „Freundschaftsbaum“ errichtet und durch den Vorsitzenden Karl-Heinz Krause enthüllt. Nach einer daran angebrachten Tafel soll die Skulptur mit ihrer Gestaltung die feste Verbindung zwischen den Partnergemeinden symbolisieren.
- 11. Juni 1988 Einweihung der neuen Sporthalle in Menden-Bösperde, Bahnhofstr. durch Bürgermeister Otto Weingarten und Stadtdirektor Eckhard Mäurer.

## Wirtschaft und Infrastruktur
Durch Bösperde verläuft die Bundesstraße 515. Am nordöstlichen Rand von Bösperde liegt an der zweigleisigen Bahnstrecke Fröndenberg–Menden der Haltepunkt „Bösperde“, der von der RB 54 Hönnetal-Bahn im Stundentakt bedient wird.
| Linie | Verlauf | Takt                                                                                    |
| ----- | --- | --------------------------------------------------------------------------------------- |
| RB 54 | Hönnetal-Bahn Unna – Fröndenberg-Frömern – Ardey – Fröndenberg – Bösperde – Menden (Sauerland) – Menden (Sauerland) Süd – Lendringsen – Binolen – Volkringhausen – Sanssouci – Balve – Garbeck – Küntrop – Neuenrade (aufgrund von Dachsschäden am Bahndamm längerfristig im Schienenersatzverkehr zwischen Unna und Fröndenberg) Stand: Fahrplanwechsel Dezember 2023 | 60 min (werktags) 120 min (sonn- und feiertags) 20/40 min (Fröndenberg–Menden werktags) |

In Bösperde befinden sich der „Evangelische Kindergarten Bonhoefferstraße“, der „Katholische Kindergarten St. Maria Magdalena“, die „Städtische Kindertageseinrichtung Bonhoefferstraße“ und die private Kita Farbenzwerge. Der städtische Kindertageseinrichtung Bonhoefferstraße ist ein Familienzentrum.
Für die Jugend unterhält die Stadt Menden einen Jugendtreff.
In Bösperde gibt es mit dem Teilstandort Bösperde der „Nikolaus-Groß-Schule Halingen-Bösperde“ eine Grundschule. Die Grundschule verfügt über eine eigene Sporthalle.

## Persönlichkeiten
- Sebastian Barsch (* 1975), Historiker und Geschichtsdidaktiker; lebte die ersten 21 Lebensjahre in Bösperde
- Hubert Spierling (1925–2018), Glasmaler; in Bösperde geboren
- Reiner Feldmann (1933–2014), Biologe und Hochschullehrer; lebte von Geburt bis zum Tode in Bösperde